# Фредерик, Полин
Полин Фредерик (англ. Pauline Frederick, урождённая Беатрис Полин Либби (англ. Beatrice Pauline Libbey), 12 августа 1883 — 19 сентября 1938) — американская актриса.

## Биография
Родилась в Бостоне единственным ребёнком в семье Ричарда О. и Лоретты С. Либби. После развода родителей в 1897 году она осталась с матерью. С юных лет была очарована театром, из-за чего была отдана на обучение в школу актёрского мастерства мисс Бланшар. Её отец был против увлечения дочери, и рекомендовал ей стать учителем. После того как она начала профессиональную актёрскую карьеру, он лишил её наследства. В отместку ему, в 1908 году она сменила свою фамилию на Фредерик.
Её актёрский дебют состоялся в семнадцатилетнем возрасте, а к концу 1910-х годов Фредерик уже была известна в театральных кругах Нью-Йорка. В 1915 году состоялся её кинодебют, и большую часть своих ролей актриса сыграла в немых фильмах, среди которых «Белла Донна» (1915), «Одри» (1916), «Сафо» (1917), «Воскресение» (1918), «Мир ревущей реки» (1919), "Женщина в комнате 13" и «Три женщины» (1924). С появлением звукового кино её появления в кино стали реже, и наиболее запоминающиеся из них она сыграла в картинах «Этот современный век» (1931), «Рамона» (1936) и «Спасибо, мистер Мото» (1937). В 1932 году Фредерик вернулась на Бродвей, и последующие годы театральной карьеры много гастролировала по США, Европе и Австралии.
Личная жизнь актрисы была сопряжена с брачными и финансовыми проблемами. Несмотря на то, что за годы своей карьеры в кино она заработала миллион долларов, в 1933 году Фредерик объявила о своём банкротстве. Актриса пять раз была замужем. Первые четыре брака завершились разводом, а в пятый супруг актрисы умер в 1934 году.
Последние годы жизни Фредерик страдала от астмы, из-за чего её здоровье постоянно ухудшалось, и она была вынуждена все меньше заниматься своей карьерой. Ударом для неё также стала смерть матери в 1937 году. В сентябре 1938 года после очередного приступа астмы актриса скончалась в доме своей тёти в Беверли-Хиллз в возрасте 55 лет. Её вклад в киноиндустрию США отмечен звездой на Голливудской аллее славы.